# Glenea johnstoni
Glenea johnstoni là một loài bọ cánh cứng trong họ Cerambycidae.